# Bunker Hill (Illinois)
Bunker Hill je grad u američkoj saveznoj državi Ilinois. Prema popisu stanovništva iz 2010. u njemu je živjelo 1.774 stanovnika.